# Felix M. Warburg House
La Felix M. Warburg House, ou maison Warburg, est un manoir situé au no 1109 de la Cinquième Avenue, dans l'Upper East Side de Manhattan à New York, aux États-Unis.
La maison est construite de 1907 à 1908 pour le financier germano-américain Felix Warburg et sa famille. Après la mort de Warburg en 1937, sa veuve vend le manoir à un promoteur immobilier. Lorsque les projets de remplacement du manoir par des appartements de luxe échouent, la propriété de la maison revient aux Warburg, qui en font ensuite don en 1944 au Jewish Theological Seminary of America (JTS). En 1947, le Séminaire ouvre le musée juif de New York dans le manoir. La maison est désignée « New York City Landmark » par la Commission de conservation des monuments de la ville de New York en 1981 et est ajoutée au Registre national des lieux historiques en 1982.
Le manoir est conçu dans le style Château par l'architecte C. P. H. Gilbert (en) et conserve sa façade d'origine, caractérisée par des détails gothiques autour des fenêtres et sur la ligne de toit. En 1993, l'architecte Kevin Roche construit une annexe à la maison dans le style de Gilbert, avec de la pierre provenant de la même carrière qui a fourni le manoir d'origine, remplaçant une extension construite en 1963. L'intérieur de la maison Warburg, entièrement occupée par le musée juif, présente un superficie totale de 7 600 m2.